# Györe Imre
Györe Imre (Keszthely, 1934. december 2. – Budapest, 2009. október 27.) magyar költő, drámaíró, publicista.

## Életpályája

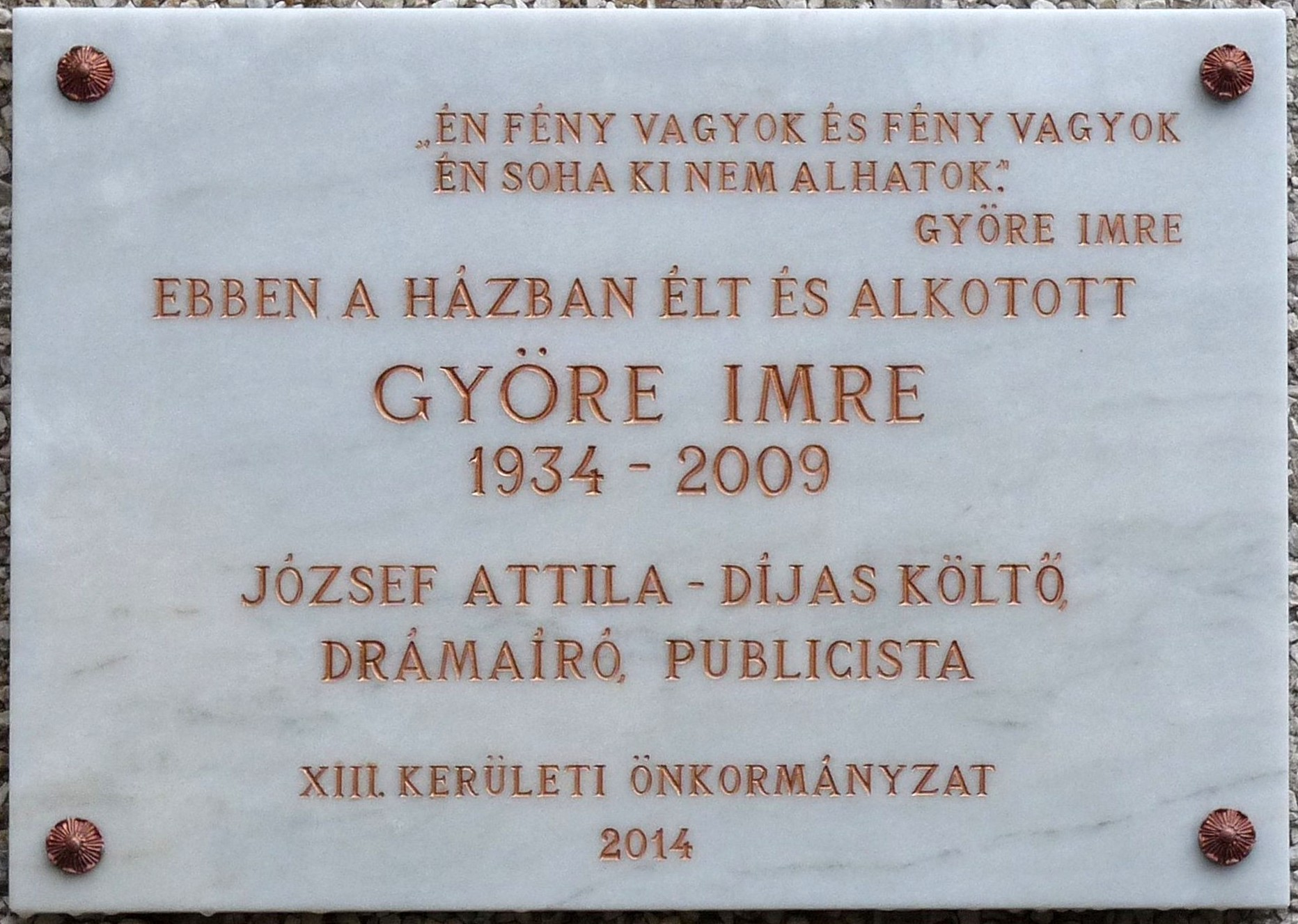
Györe Imre emléktáblája egykori lakhelyén (Budapest XIII. ker., Babér utca 21.)

1956-ban végzett az Eötvös Loránd Tudományegyetem újságíró szakán.
1954-től jelentek meg versei. 1955–1956 között a Magyar Nemzet újságíró-gyakornoka volt. 1957–1961 között az Élet és Irodalom külső munkatársa volt. 1960–1962 között az Orion Újság munkatársa volt. 1958-tól a fiatal költők Tűz-tánc című antológiájának egyik szerkesztője volt. 1962–1990 között a Magyar Nemzetnél dolgozott. 1988–2007 között a Zrínyi Miklós Irodalmi és Művészeti Társaság elnöke volt.
A politikai költészet harcos változatával jelentkezett. Ciklust írt Kubáról (Halálűző, 1966). Az 1960-as évek második felétől hangja elmélyültebb, megjelent benne az irónia (önirónia), szatíra és groteszk.

## Művei
- Fény; Magvető, Budapest, 1955
- Zuhogj csak ár. Versek; Szépirodalmi, Budapest, 1958
- Tűz-tánc. Fiatal költők antológiája; szerkesztette: Darázs Endre, Györe Imre, Imre Katalin; Magvető, Budapest, 1958
- Korbácsos ének (versek, 1959)
- Utazás (versek, 1962)
- Ünneplés módozatokkal. Versek; Szépirodalmi, Budapest, 1965
- Halálűző (versek, 1966)
- Fényem, feketeségem; Szépirodalmi, Budapest, 1967
- Orfeo szerelme (színmű, 1969)
- Előjátékok; Szépirodalmi, Budapest, 1970
- Balgatag leányzók; Szépirodalmi, Budapest, 1973
- Elröpültek a lángosok (versek, 1974)
- Dózsa koporsói (dráma, 1976)
- Bízzuk a tűzre (versek, 1977)
- A tényező (drámák, 1978)
- Harmadnap előtt (versek, 1980)
- Paripát, fegyvert. Válogatott versek; Zrínyi, Budapest, 1980
- Idill és vége (versek, 1983)
- Egy arc valahol, valahonnan; Zrínyi, Budapest, 1983
- A szabadság az szép szó; Zrínyi, Budapest, 1985
- Az élők napján (versek, 1986)
- Októbert megtanulni (poéma, 1987)
- Tűz-tánc. Harminc év múltán, 1958–1988; válogatta, sajtó alá rendezte: Györe Imre, Imre Katalin, Jovánovics Miklós, előszó: Jovánovics Miklós; Zrínyi, Budapest, 1988
- Látomás, 1919; Zrínyi, Budapest, 1989
- Gazdátlan szüret; Szépirodalmi, Budapest, 1989
- Hogy van ez? Versek; szerzői, Budapest, 1991 (Z-füzetek)
- Magyar monológok; Zrínyi, Budapest, cop. 1996
- Viharváró. Versek; szerzői, Budapest, 2003 (Z-füzetek)
- Nándor diadalma. Krónikás ének; szerzői kiadás, Budapest, 2006
- Holdversek, 1990–2009; szerzői, Budapest, 2009 (Z)
- Cuatro poetas húngaros; spanyolul; Simor András, Budapest, 2012 (Z)